# Wygnanie (film 1994)
Wygnanie (ang. Exile) – australijski melodramat z 1994 roku w reżyserii Paula Coxa. Premiera filmu miała miejsce 12 lutego 1994 roku. 
Film kręcono na australijskiej Tasmanii.

## Fabuła
Australijski melodramat, opowiada historię Petera Costello wygnanego na bezludną wyspę po tym jak zostaje przyłapany na kradzieży owiec. Historia rozgrywa się w nieokreślonym czasie. Peter został złapany na kradzieży owiec, aby zdobyć środki, żeby zapłacić posag dla swej ukochanej - Jean. Skazany jest spędzić swoje całe życie na bezludnej wyspie. Jeśli opuści wyspę - zostanie zabity.
Podczas gdy on uczy się sztuki przetrwania, jego ukochana Jean zostaje zmuszona do poślubienia innego mężczyzny. Jej służąca Mary dowiaduje się o samotnym mężczyźnie przebywającym na bezludnej wyspie - decyduje się porzucić wszystko i podążyć w ślad za mężczyzną. 

## Obsada
- Aden Young - Peter Costello
- Beth Champion - Mary
- Claudia Karvan - Jean
- Norman Kaye - duch księdza
- David Field - Timothy Dullach
- Chris Haywood - ksiądz na wsi
- Barry Otto - Szeryf Hamilton
- Hugo Weaving - Innes
- Tony Llewellyn-Jones - ojciec Jean
- Nicholas Hope - MacKenzie
- Gosia Dobrowolska - położna

## Nagrody i nominacje
- Australijska Akademia Sztuk Filmowych i Telewizyjnych AACTA
  - 1994 wygrana za: Najlepsze zdjęcia, Nino Gaetano Martinetti,
  - 1994 nominacja za: Najlepsza muzyka oryginalna, Paul Grabowsky,
- Berlinale - Złoty Niedźwiedź
  - 1994 nominacja: Udział w konkursie głównym[3].